# Houston Aeros (WHA)
Houston Aeros byl profesionální americký klub ledního hokeje, který sídlil v Houstonu ve státě Texas. V letech 1972–1978 působil v profesionální soutěži World Hockey Association. Aeros ve své poslední sezóně v WHA skončily ve čtvrtfinále play-off. Své domácí zápasy odehrával v hale Compaq Center s kapacitou 14 906 diváků. Klubové barvy byly tmavě modrá, světle modrá a bílá.
Aeros byly dvojnásobnými vítězi prestižní Avco World Trophy.

## Historické názvy
Zdroj: 
- 1972 – Dayton Aeros
- 1972 – Houston Aeros

## Úspěchy
- Vítěz Avco World Trophy ( 2× )
  - 1973/74, 1974/75

## Umístění v jednotlivých sezonách
Stručný přehled
Zdroj: 
- 1972–1977: World Hockey Association (Západní divize)
- 1977–1978: World Hockey Association

Jednotlivé ročníky
Zdroj: 
Legenda: Z - zápasy, V - výhry, VP - výhry v prodloužení, R - remízy, P - porážky, PP - porážky v prodloužení, VG - vstřelené góly, OG - obdržené góly, +/- - rozdíl skóre, B - body, KPW - Konference Prince z Walesu, CK - Campbellova konference, ZK - Západní konference, VK - Východní konference, fialové podbarvení - reorganizace, změna skupiny či soutěže
| USA / Kanada (1972 – 1978) |                      |        |    |    |    |   |    |    |     |     |      |     |        |             |
| Sezóny                     | Liga                 | Úroveň | Z  | V  | VP | R | PP | P  | VG  | OG  | +/-  | B   | Pozice | Play-off    |
| 1972/73                    | WHA (Západní divize) | –      | 78 | 39 | –  | 4 | –  | 35 | 285 | 249 | +36  | 90  | 2.     | Semifinále  |
| 1973/74                    | WHA (Západní divize) | –      | 78 | 48 | –  | 5 | –  | 25 | 318 | 219 | +99  | 101 | 1.     | Vítěz       |
| 1974/75                    | WHA (Západní divize) | –      | 78 | 53 | –  | 0 | –  | 25 | 369 | 247 | +122 | 106 | 1.     | Vítěz       |
| 1975/76                    | WHA (Západní divize) | –      | 80 | 53 | –  | 0 | –  | 27 | 341 | 263 | +78  | 106 | 1.     | Finále      |
| 1976/77                    | WHA (Západní divize) | –      | 80 | 50 | –  | 6 | –  | 24 | 320 | 241 | +79  | 106 | 1.     | Semifinále  |
| 1977/78                    | WHA                  | –      | 80 | 42 | –  | 4 | –  | 34 | 296 | 302 | -6   | 88  | 3.     | Čtvrtfinále |